# Kayak Island
Die Insel Kayak Island, früher St. Elias, im Golf von Alaska befindet sich etwa 100 km südöstlich von Cordova. Sie hat eine Fläche von 73,7 km² und ist unbewohnt.
Die Insel wurde 1741 von Vitus Bering im Rahmen seiner Zweiten Kamtschatka-Expedition  entdeckt, aber für eine Halbinsel Alaskas gehalten. Leutnant Staritschew der Russischen Marine benannte die Insel im Jahr 1826 Kayak wegen des Umrisses, der an die Kajaks der Eskimos erinnerte. 
Am 30. Juli 1741 (St. Elias-Tag) ging der deutsche Naturforscher und Mediziner Georg Wilhelm Steller, ein Mitglied der Zweiten Kamtschatka-Expedition von Vitus Bering, als erster europäischer Naturforscher für 10 Stunden an Land, was ihm ausreicht, um etwa 160 Pflanzenarten zu dokumentieren. Ferner entdeckte er ein Depot der dort ansässigen Aleuten und entnahm eine Reihe von Gebrauchs- und Schmuckgegenständen für seine ethnologische Sammlung. Kapitän James Cook landete hier am 12. Mai 1778.
Das Kap Saint Elias befindet sich am südwestlichen Ende der Insel. Der Berg Mount Saint Elias wurde wahrscheinlich nach dem Kap benannt.
Der Leuchtturm Cape St. Elias Light ist eine bedeutende Navigationshilfe für die Seefahrt rund um das Eiland.
Die Landestelle von Vitus Bering ist unter dem Namen Bering Expedition Landing Site seit dem 20. Juli 1977 als historische Stätte im National Register of Historic Places verzeichnet. Am 2. Juni 1978 folgte die Anerkennung als National Historic Landmark.

## Bildergalerie

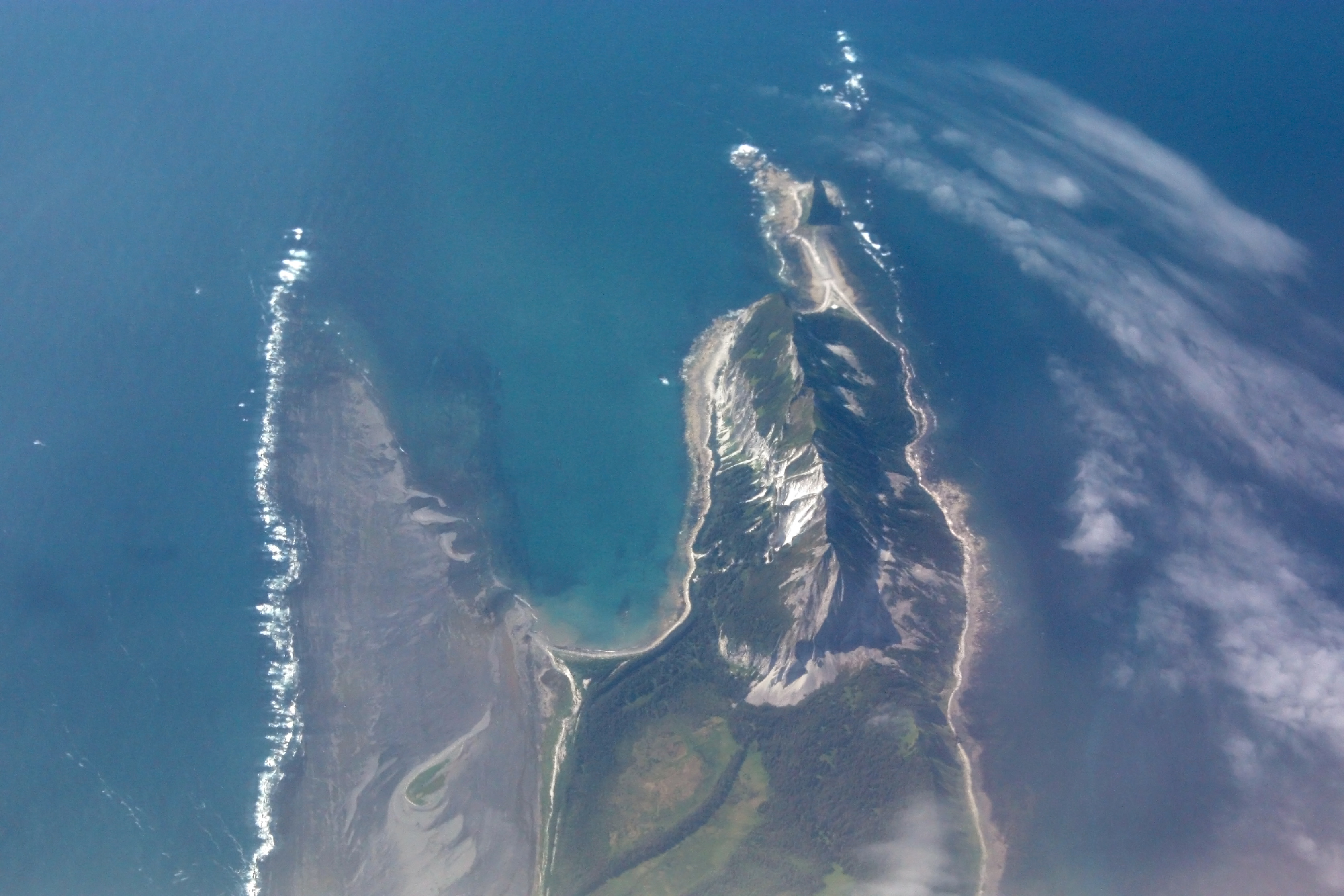
Luftaufnahme vom Cape St. Elias und dem Pinnacle Rock (oben rechts) (2010)
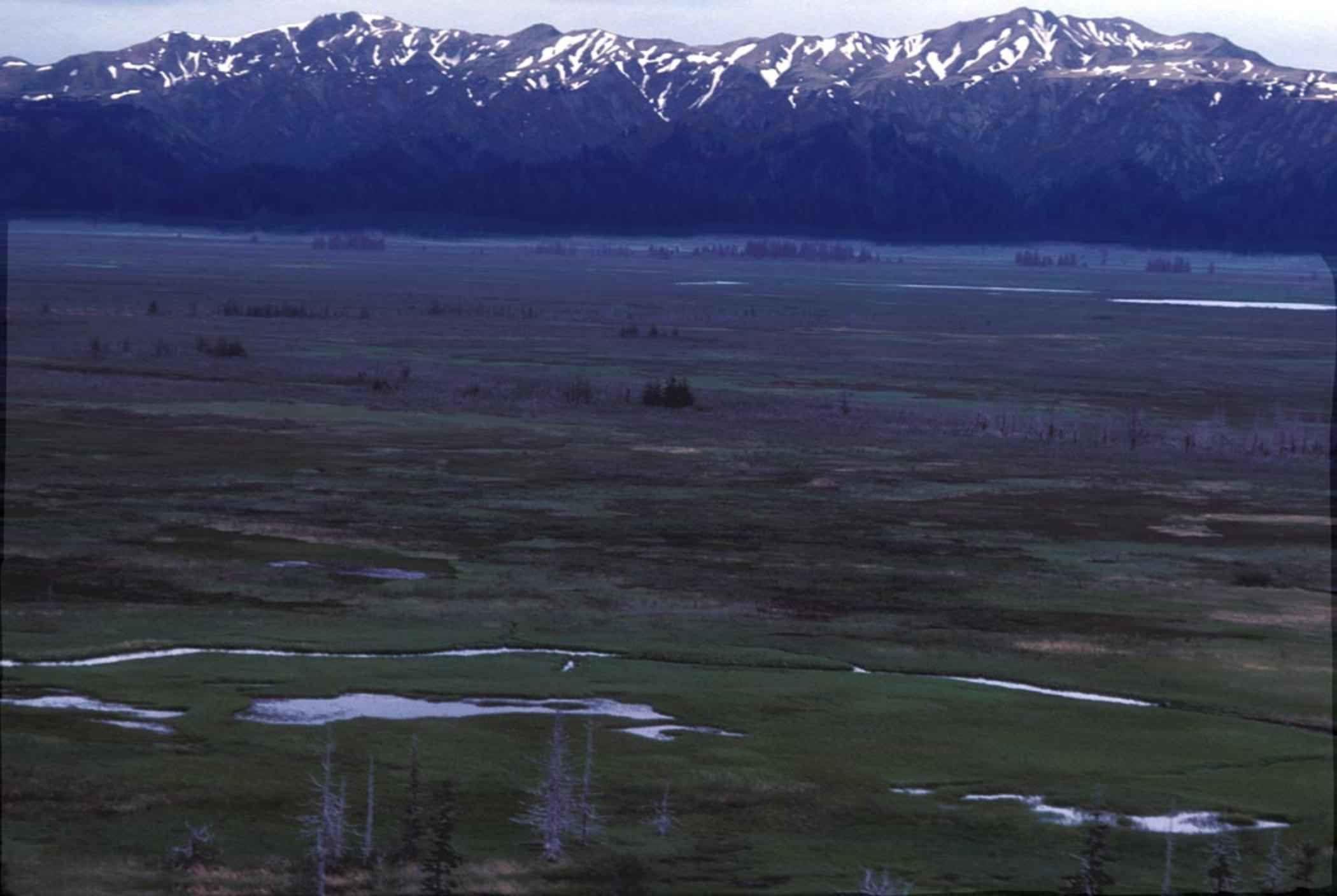
Prince William Sound (2013)
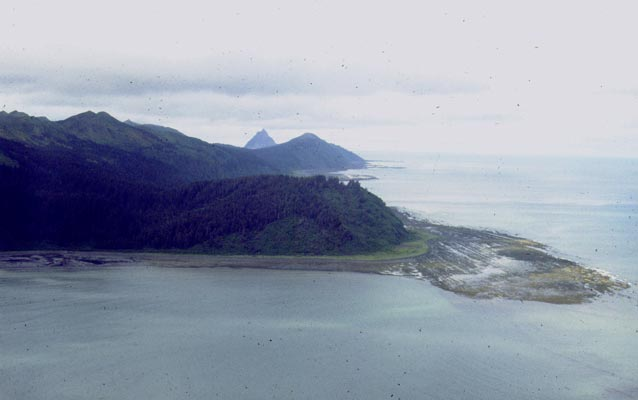
Bering Expedition Landing Site (2013)
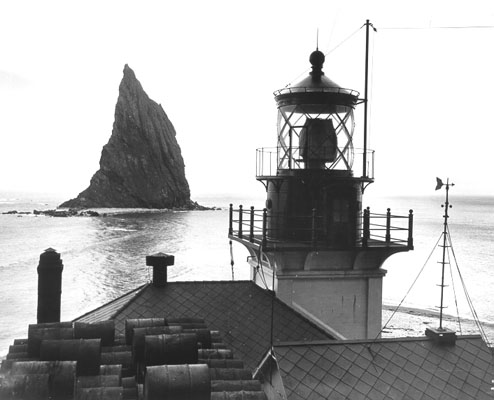
Cape St. Elias Lighthouse (2013)